# La Rage de vivre (film, 1996)
Pour les articles homonymes, voir La Rage de vivre (homonymie).
Pour plus de détails, voir Fiche technique et Distribution.
La Rage de vivre (Indian Summer) est un film britannique réalisé par Nancy Meckler, sorti en 1996.

## Synopsis
Tonio, un jeune danseur homosexuel, vient d'obtenir le rôle principal du ballet Indian Summer quand il découvre qu'il est atteint du SIDA. Il refuse tout traitement qui pourrait compromettre ses talents de danseur et rencontre Jack, un homme plus âgé qui conseille des malades du SIDA et va devenir son mentor et son amant.

## Fiche technique
- Réalisation : Nancy Meckler
- Scénario : Martin Sherman
- Photographie : Chris Seager
- Montage : Rodney Holland
- Musique : Peter Salem
- Sociétés de production : Channel Four Films et Martin Pope Productions
- Pays de production :  Royaume-Uni
- Langue originale : anglais
- Format : couleur - 1,85:1 - Dolby
- Genre : drame
- Durée : 98 minutes
- Dates de sortie : 
  - Royaume-Uni : novembre 1996 (Festival du film de Londres)
  - Royaume-Uni : 6 juin 1997 (sortie nationale)

## Distribution
- Jason Flemyng : Tonio
- Antony Sher : Jack
- Dorothy Tutin : Luna
- Anthony Higgins : Ramon
- Bill Nighy : Tristan
- Philip Voss : Duncan
- Diane Parish (en) : Millie
- Aiden Waters : Vincent
- Natalie Roles : Catherine
- Freddy Douglas : Luke
- Kenneth Tharp : Howard
- Michael Keegan-Dolan : Alan
- Linda Bassett : la doctoresse

## Accueil critique
Le film obtient 83 % de critiques positives, avec une note moyenne de 6,7/10 et sur la base de six critiques collectées, sur le site Rotten Tomatoes.